# Dirk Brinkmann
Dirk Brinkmann (* 2. Oktober 1964 in Duisburg) ist ein ehemaliger deutscher Hockeyspieler. Er gewann zwei olympische Silbermedaillen.

## Karriere
Dirk Brinkmann spielte wie sein älterer Bruder Mark und später sein jüngerer Bruder Thomas für Uhlenhorst Mülheim, die Mutter war unter ihrem Geburtsnamen Margret Kreienberg deutsche Tennismeisterin im Damendoppel gewesen. Dirk war Mittelfeldspieler, wurde aber auch im Angriff eingesetzt. Er war dabei, als die Mülheimer 1985 ihren ersten Meistertitel nach 21 Jahren gewannen. Bis 1995 folgten sieben weitere Titel, 1987 siegte der Verein auch in der Halle. Ab 1988 stand Brinkmann auch in mehreren Sieger-Teams beim Europapokal der Landesmeister.
Nachdem Dirk Brinkmann 1982 Juniorenweltmeister geworden war, debütierte er im gleichen Jahr in der deutschen Nationalmannschaft. Sein erster großer Erfolg war der Sieg bei der Hallenhockey-Europameisterschaft 1984. Bei den Olympischen Spielen 1984 wirkte Dirk Brinkmann in drei Partien mit, darunter auch bei der 1:2-Finalniederlage gegen Pakistan, so dass er und die übrigen Spieler der deutschen  HockeSpieler sich mit der Silbermedaille begnügen mussten. Sie erhielten aber – wie alle Medaillengewinner bei Olympischen Spielen – vom Bundespräsidenten das Silberne Lorbeerblatt. Bei der Weltmeisterschaft 1986 und bei der Feldhockey-Europameisterschaft 1987 war Dirk Brinkmann jeweils am Gewinn der Bronzemedaille beteiligt. Nach dem Gewinn der Hallenhockey-Europameisterschaft 1988 gehörte er auch bei den Olympischen Spielen 1988 zum Stamm und gewann, diesmal zusammen mit seinem Bruder Thomas, erneut die Silbermedaille. Insgesamt wirkte Dirk Brinkmann von 1982 bis 1996 in 115 Länderspielen mit, davon 18 in der Halle.